# 重庆市篮球队
重庆市男子篮球队曾经是全国男子篮球联赛(NBL)的一支参赛球队。2006年解散。

## 历史
1997年重庆成为直辖市之后，开始组建成年队参加全国比赛。1998年，重庆男篮首次出战全国乙级联赛，就获得亚军，从而杀进全国甲B联赛(当时是CBA的次级联赛)。1999年，冠名“北欧雪”的重庆男篮跻身全国甲B联赛前四强。2000年，冠名“冷酸灵”的重庆男篮表现得非常出色，是当时冲击CBA最热门球队。但在最后时刻功亏一篑。之后球队表现平平，球队经费日趋紧张，2006年最终解散。2011年，重庆又重组男篮，但是针对全运会的青年队，不参加成年队比赛。

## 球队战绩
| 赛季 | 排名   | 备注 |
| ---- | ------ | ---- |
| 2004 | 小组赛 |      |
| 2005 | 小组赛 |      |